# Șarpe boa

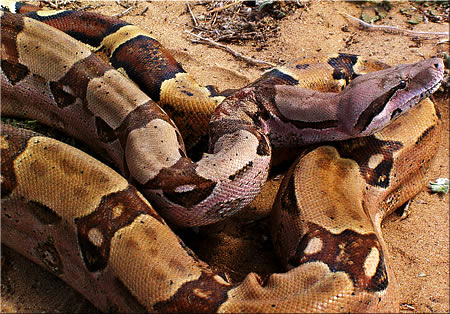
Boa constrictor

Șarpele boa (în latină: Boa constrictor) este o specie de șarpe carnivor neveninos din genul Boa, familia Boidae, care trăiește în pădurile tropicale umede, savanele și culturile de trestie de zahăr din America Centrală și de Sud (din nordul Mexicului până în Argentina), dar și în Antilele Mici (Dominica și Sfânta Lucia) și în insulele mici de-a lungul coastelor Mexicului, Americii Centrale și Americii de Sud.

## Descriere fizică și anatomie

### Mărime și greutate
Boa constrictor este un șarpe mare, deși mărimea lui este modestă în comparație cu alți șerpi mari, cum ar fi pitonul reticulat sau pitonul birmanez și poate avea lungimi între 0,9m și 4m, în funcție de zona în care trăiește și de cât de ușor își găsește de mâncare. Specia prezintă dimorfism sexual, femelele fiind în general mai mari în lungime și circumferință decât masculii. Astfel, lungimea tipică pentru o femelă matură este între 2,1m și 3m, iar pentru un mascul între 1,8m și 2,4m. Nu este neobișnuit ca femelele să depășească 3m, mai ales în captivitate, unde pot atinge lungimi de până la 3,7 și chiar 4,3m.  Un exemplar de 5,6m s-a dovedit a fi de fapt un anaconda verde confundat cu un boa constrictor.
Boa constrictor poate ajunge până la 27 kg. Femelele, mai mari decât masculii, cântăresc în mod obișnuit între 10 și 15 kg. Unele specimene pot atinge și chiar depăși 45 kg, dar acestea sunt cazuri excepționale.
Un alt exemplu al dimorfismului sexual reprezintă faptul că masculii au în general cozi mai lungi decât femelele, pentru a adăposti hemipenisurile. De asemenea, masculii au pinteni pelvieni mai lungi, folosiți la agățarea și stimularea femelei în timpul copulației. Pintenii pelvieni sunt singurele semne exterioare ale rudimentelor bazinului și picioarelor din spate, prezente la boa și pitoni.

### Colorit
Coloritul Boa constrictor poate varia mult în funcție de localizare. Șerpii au în general o culoare de bază brun, gri sau crem, iar partea dorsală este ornată cu 15-20 benzi transversale în formă de șa de culoare maro sau maro-roșcată cu margini negre. Coloritul acestora devine mai pronunțat înspre coadă, și dă Boa constrictor constrictor numele comun de „boa cu coadă roșie”, întrucât această subspecie are mai multe șei roșii decât alte subspecii de Boa constrictor. Capul, net separat de trunchi, este mic, alungit și triunghiular, botul este rotunjit. Gura este extensibilă. Capul și corpul sunt acoperiți cu solzi. Solzii de partea ventrală sunt mai mari decât cei de pe partea dorsală și joacă un rol important în deplasarea sa. Alternarea de desene deschise și întunecoase pe solzi oferă șarpelui un camuflaj perfect în habitatul său natural.
Unele din exemplare afișează tulburări pigmentare, cum ar fi albinismul. Deși aceste exemplare sunt rare în sălbăticie, în captivitate sunt comune, și sunt încrucișate selectiv pentru a obține diferite variațiuni de culoare. Șerpii Boa constrictor au un cap în formă de săgeată cu dungi foarte specifice pe el: una din ele se întinde pe partea dorsală, de la bot până în partea din spate a capului. Altele merg de la bot înspre ochi, apoi în jos înspre fălci.
Șerpii boa pot simți căldura prin celule aflate în buze, deși le lipsesc fosele labiale în jurul acestor termoreceptoare văzute la mulți din membrii familiei boidelor. Șerpii au doi plămâni, unul mai mic (și nefuncțional) în stânga și unul mai mare (funcțional) în dreapta. Această configurație se potrivește formei lor alungite și este diferită de alți membri ai familiei Colubridae care și-au pierdut complet plămânul stâng.

## Răspândire

### Arie geografică
În funcție de subspecie, Boa constrictor poate fi găsit din nordul Mexicului, trecând prin America Centrală (Belize, Guatemala, Honduras, El Salvador, Nicaragua, Costa Rica și Panama) până în America de Sud, la nord de paralela 35 sudică (Columbia, Ecuador, Peru, Venezuela, Trinidad și Tobago, Guyana, Belize, Surinam, Guyana Franceză, Brazilia, Bolivia, Uruguay și Argentina). De asemenea, mai poate fi găsit în Antilele Mici (Dominica și Sfânta Lucia, în San Andres, Providencia și multe alte insule de-a lungul coastelor Mexicului și altor state din America Centrală și de Sud.

### Habitat
Boa constrictor se simte bine într-o mare varietate de medii înconjurătoare, de la junglă până la semideșerturile aride. Preferă, totuși, să trăiască în junglă profitând de umezeală și temperatură, protecție împotriva prădătorilor naturali și cantitatea mare de pradă disponibilă. Este de obicei găsit în sau pe lângă râuri și cursuri de apă, fiind un înotător bun. Boa constrictor poate ocupa de asemenea vizuinile mamiferelor de mărime medie, unde se ascunde de inamicii săi naturali.

## Comportament
Șerpii boa trăiesc în general solitari, și nu interacționează cu alți șerpi decât atunci când vor să se împerecheze. Sunt animale nocturne, dar pot fi active și ziua, atunci când temperaturile din timpul nopții sunt prea mici. Fiind șerpi semi-arboricoli, tinerii boa se cațără în copaci și tufe după hrană, dar devin aproape exclusiv tereștri pe măsură ce înaintează în vârstă și greutate. Boa atacă atunci când este amenințat și mușcă pentru a se apăra. Mușcătura sa poate fi foarte dureroasă, în special când este provocată de un exemplar mare, dar rareori este periculoasă. O mușcătură de boa trebuie totuși îngrijită pentru a preveni riscul de infecție. Specimenele din America Centrală sunt mai irascibile, sâsâind puternic și atacând repetat atunci când sunt deranjate, pe când cele din America de Sud se liniștesc mai repede. Ca toți șerpii, cei care sunt în timpul procesului de năpârlire au un comportament mai imprevizibil: substanța care lubrefiază noua piele va face ochii să apară „lăptoși”, albaștri sau opaci. În această perioadă șarpele nu vede foarte bine, astfel va fi mult mai defensiv decât de obicei.

## Hrană
Se hrănește cu o varietate largă de mamifere mici și medii și păsări. Dieta lor este compusă în mare parte din rozătoare, dar s-au raportat cazuri în care șerpii boa au mâncat și șopârle mai mari și mamiferele până la dimensiunea unui ocelot. Exemplarele tinere mănâncă șoareci mici, păsări, lilieci, șopârle și amfibieni. Mărimea prăzii crește odată ce înaintează în vârstă și devin mai mari.
Boa sunt prădători de pândă - așteaptă ca victimele să se apropie și apoi atacă. Cu toate acestea, desfășoară și o vânătoare activă, mai ales în regiunile în care hrana este rară. Acest tip de vânătoare se desfășoară în principal noaptea. Primul atac este menit să prindă victima cu colții, apoi se încolăcește în jurul ei până ce o sugrumă. Prada este înghițită întreagă. Se ajută cu colții la înghițire, iar după ce animalul trece de gât este împins cu ajutorul mușchilor înspre stomac. Șarpele are nevoie de 4 până la 6 zile ca să digere hrana, perioada fiind influențată de dimensiunea acesteia și de temperatură. Intervalul între două mese este de la o săptămână până la câteva luni, din cauza metabolismului încet.

## Reproducere
Boa constrictor este ovovivipar, dând naștere la pui vii. Se înmulțesc în general în sezonul uscat (aprilie - august), un mascul împerechindu-se cu mai multe femele. În 2010 un boa constrictor a fost raportat ca reproducându-se asexuat, prin partenogeneză.
În perioada de împerechere, femelele emană un miros din cloacă pentru a atrage masculii, care se pot lupta între ei pentru dreptul de a se reproduce. În timpul actului sexual, masculul își înfășoară coada în jurul femelei și își introduce unul dintre hemipenisuri în cloaca ei. Copulația poate dura de la câteva minute la câteva ore și poate fi repetată de mai multe ori în decursul a câteva săptămâni. După această perioadă, ovulația poate să nu se desfășoare imediat, dar femela poate păstra sperma în interiorul său până la un an. Când femela este la ovulație, corpul ei prezintă o umflătură la mijlocul trunchiului, asemănătoare cu cea de după înghițirea unei mese copioase. La două-trei săptămâni după ovulație, femela trece prin așa-numita „năpârlire post-ovulație”, proces care durează la rândul său două-trei săptămâni, mai mult decât de obicei. Perioada de gestație, care se calculează începând cu sfârșitul năpârlirii, este de 100-120 de zile. Femela naște pui care au între 38 și 51 de cm lungime. Numărul de pui diferă, fiind între 10 și 65, cu o medie de 25, iar unii dintre pui pot fi născuți morți sau pot fi ouă nefertilizate. Puii sunt independenți de la naștere, și vor crește repede în următorii ani, năpârlind o dată la o lună sau două. La 3-4 ani, un boa constrictor își atinge maturitatea sexuală și mărimea adultă (între 1,8 și 3m), dar va continua să crească într-un ritm încetinit tot restul vieții. Începând cu acest moment, șerpii năpârlesc mai rar, o dată la două până la patru luni.

## Captivitate
Această specie se adaptează bine la captivitate, devenind destul de docilă. Este o prezență comună atât în grădini zoologice, cât și în colecțiile private de reptile. Deși unele din exemplarele captive sunt încă exportate din America de Sud, ținutul lor de origine, se înmulțește pe scară largă în captivitate. Hrana obișnuită constă din șoareci, șobolani, iepuri, pui și găini, în funcție de mărimea și vârsta fiecărui exemplar. Durata de viață în captivitate este de 20 până la 30 de ani, cu unele exemplare atingând 40 de ani (rar). În sălbăticie, durata de viață este în medie 5-9 ani. Factorul care influențează cel mai mult durata de viață în captivitate este îngrijirea corectă a animalului, aceasta incluzând oferirea de spațiu, temperatură, umiditate și hrană potrivite.

## Importanță economică
Boa constrictor este un animal foarte popular în comerțul cu animale de companie exotice, noile exemplare fiind deopotrivă capturate din libertate sau înmulțite în captivitate. Cele mai multe exemplare din captivitate provin din părinți captivi, dar între 1977 și 1983 113.000 de șerpi boa vii au fost importați în Statele Unite. Acest număr mare de șerpi vânați are un impact puternic asupra populațiilor sălbatice. După pitonul reticulat, boa constrictor este animalul cel mai des vânat pentru produse din piele de șarpe, cum ar fi pantofi, genți și alte obiecte de îmbrăcăminte. În unele zone au un rol important în controlarea populației de oposumi, prevenind potențiala transmitere de boli. În alte zone, șerpii sunt lăsați liberi pentru a menține sub control numărul de rozătoare (de exemplu în magaziile de cereale).

## Subspecii și răspândirea lor
În literatura de specialitate sunt descrise 10 subspecii:
1. Boa constrictor amarali (Stull, 1932), "Boa lui Amaral" − Brazilia, Bolivia și Paraguay
2. Boa constrictor constrictor (Linnaeus, 1758), "Boa cu coadă roșie" − America de Sud
3. Boa constrictor imperator (Daudin, 1803), "Boa nordic comun" − America Centrală și nordul Americii de Sud
4. Boa constrictor longicauda (Price & Russo, 1991), "Boa Tumbes Peru" − nordul Perului
5. Boa constrictor melanogaster (Langhammer, 1983), "Boa ecuadorian" − Ecuador
6. Boa constrictor nebulosa (Lazell, 1964) "Boa înnorat dominican" − Dominica
7. Boa constrictor occidentalis (Philippi, 1873), "Boa argentinian" − Argentina și Paraguay
8. Boa constrictor orophias (Linnaeus, 1758), "Boa de Sf. Lucia" − Sfânta Lucia
9. Boa constrictor ortonii (Cope, 1878), "Boa lui Orton" − America de Sud
10. Boa constrictor sabogae (Barbour, 1906), "Boa de Insula Pearl" − Insulele Pearl din largul coastei panameze